# Batalla de Cunaxa
La batalla de Cunaxa va ser lliurada el 3 de setembre de 401 aC entre Cir el Jove i el seu germà gran Arsaces, el qual havia usurpat el tron de l'Pèrsia com a Artaxerxes II el 404 aC.

## Antecedents
A la mort de Darios II de Pèrsia el va succeir el seu fill Artaxerxes però el seu germà Cir, sàtrapa de Sardes, aspirava a ocupar el tron i es va revoltar el 404 aC però fou derrotat. Artaxerxes el va perdonar i el va confirmar com a sàtrapa de Sardes, però Cir no va deixar de conspirar i va començar a reclutar mercenaris grecs sota el comandament del general espartà Clearc: el 401 aC al front d'un exèrcit amb milers de grecs, va marxar cap a Babilònia, però el seu germà li va sortir al pas amb forces perses.

## Batalla
Els exèrcits es van trobar a la plana de Cunaxa, al costat esquerre del riu Èufrates, 70 quilòmetres al nord de Babilònia, el 3 de setembre del 401 aC. El desenllaç és insegur, però ja que Cir morí en el combat fou una victòria estratègia per Arsaces, i en morir Cir, llavors els perses del seu bàndol van deixar de lluitar.

### Detalls de la batalla
Ctèsies de Cnidos i Xenofont escrigueren sobre la batalla, donant alguns detalls interessants. La mort de Cir no fou aliena al cavall que muntava. El nom del cavall era Pasacas i era un corser excel·lent però una mica esperitat i dur de boca. Probablement no era l'animal més adequat per a cavalcar enmig d'una batalla. En una de les escaramusses va dur Cir cap al centre de l'exèrcit enemic, allunyat de la majoria dels seus partidaris. El resultat final fou, primerament, una ferida de llança al cap i la caiguda del cavall i, finalment, la mort.

## Conseqüències
A la mort de Cir, Clearc assumí el comandament en cap i es retirà, fins que, traïdorament arrestat amb els seus generals per Tissafernes, fou entregat a Artaxerxes i executat. Profundament internats en territori enemic, amb la major part dels seus generals morts, Xenofont va tenir un paper decisiu en encoratjar els deu mil soldats de l'exèrcit grec a moure's cap al nord fins al mar Negre en una retirada defensiva èpica. Aquests fets són escrits en l'Anàbasi de Xenofont.
Artaxerxes II va conservar el tron, va construir una gran flota, i va recuperar el domini de l'Àsia Menor i Xipre.